# Psychosynthèse
 (mars 2016).
La psychosynthèse est une approche psychologique globale créée par le Docteur Roberto Assagioli (1888-1974), psychiatre italien après sa rencontre avec Carl Gustav Jung en 1909. Il fonda, à Florence, en 1926, l'Institut de Psychosynthèse. Sa méthode prend en compte l'être humain dans ses différentes dimensions (rôle des émotions, fonctionnement du psychique et du somatique, place dans le monde), d'où la notion de synthèse.

## Évaluation scientifique et efficacité
La psychosynthèse s'est développée en Europe et aux États-Unis. En Italie, elle a été validée par L’État italien en 1994 (Ministero dell’Istruzione, dell’Università e della Ricerca con D.M. del 29.9.1994) et la S.I.P.T. (Scuola Italiana di Psicosintesi Terapeutica) est rattachée à l'Université, formant suivant la loi, les médecins et psychologues en quatre années d'études
En Europe, les instituts de formation fondés au début des années 1970, sont reconnus par les instances professionnelles : UKCP (United Kingdom Council for Psychotherapy) en Angleterre, FF2P (Fédération Française de Psychothérapie et Psychanalyse) en France, EAP ((European Association for Psychotherapy) en Europe, validation par l'Université Middlesex). Ils forment les praticiens certifiés en quatre années d'études. Les Centres de formation en Europe sont regroupés dans l'EFPP (European Federation for Psychosynthesis Psychotherapy)
L'European Association for Psychotherapy (EAP) avait créé un questionnaire de validation scientifique en 15 questions pour valider les différentes méthodes utilisées. La psychosynthèse a été validée  ainsi que d'autres méthodes de référence. 
Le débat a été réactualisé en 2005 avec la législation sur le titre de psychothérapeute. La question de l'influence sur le psychisme d'autrui s'est posée notamment avec la pédophilie en milieu religieux et scolaire et le harcèlement en entreprise. La MIVILUDES (Mission Interministérielle de Vigilance sur les dérives sectaires) a essayé, dans son rapport de 2008, dans la partie consacrée à la santé, de faire la distinction entre les méthodes de psychothérapie encadrées de manière rigoureuse et les pratiques marginales à risques. Elle s'est assurée la collaboration de la Fédération Française de Psychothérapie présidée à l'époque par le Docteur Michel Meignant et devenue aujourd'hui Fédération Française de Psychothérapie et Psychanalyse, FF2P, présidée par le Docteur Pierre Canoui, en citant notamment, une étude BVA réalisée pour la Fédération concernant les usagers de la psychothérapie (page 108 et 109 du rapport). Elle retient les 38 méthodes (dont la psychosynthèse) reconnues par la Fédération qui regroupe 3 000 praticiens (page 110 du rapport). La MIVILUDES met en garde contre la réutilisation des intitulés de ces approches hors de leur champ de compétence ou chez des praticiens non encadrés institutionnellement. 
Plusieurs associations de défense des victimes comme le CEDIF mettent également en garde contre le potentiel de dérive sectaire de certains praticiens se réclamant de la psychosynthèse.